# 炎の大捜査線
『炎の大捜査線』（ほのおのだいそうさせん、原題：火燒島、英題：Island of Fire）は、1991年に台湾・香港で製作、公開された映画である。

## 概要
死刑を執行した囚人をスナイパーに仕立て上げるという、実話が元となっている。原題の「火燒島」は台湾台東県の緑島の別名。
元々は日本ヘラルド映画配給ではなく、松竹富士の配給の予定だった。日本公開版は97分だが、台湾公開版は122分である。日本公開時は香港版フィルムと台湾版フィルムを独自編集して公開された。
クレジットやポスター等ではジャッキー・チェン主演作品のように表記されているが、実際の主演はレオン・カーフェイである。

## ストーリー
警察官であるウェイの目の前で、婚約者の父親が殺された。犯人は逃走するために車に乗り込むが、その車が大爆発。飛び散った死体の破片から指を見つけ出して指紋検査を行うと、その犯人の男は3ヶ月前に死刑執行済みとなっていた。「刑務所に何かある」と確信したウェイは刑務所に入るためにわざと人を殴り、傷害罪で刑務所へ。連れてこられた刑務所は、「火燒島」という孤島に建つものだった。
看守を殺害したウェイに死刑が執行されるが、彼は医務室で目を覚ます。そこに現れた刑務所の所長から「これからはスナイパーとして生きてもらう。君はもうこの世には存在しない」と言われ、自分の葬式の写真などが手渡される。「麻薬組織のボスを暗殺し、任務が完了したら近くに停めてある車に乗って逃走しろ」との命令を受けたウェイは、先に死刑が執行されていたロン、キア、ピンバルと共に現場へ向かう。
ウェイは予定通りにボスを射殺し、用意された車で逃走を図ろうとするが、婚約者の父親を殺害された場面が脳裏をよぎり、この車にも爆弾が仕掛けられていると確信。車が危険であることを伝え、間一髪で逃げ出すものの車は爆発炎上し、立ち尽くしていたウェイとロン達は別行動を取ることになる。
逃げ場を失ったロン達は司令官を人質に管制室へ立てこもり、逃走用の飛行機を要求。兵士達の包囲の中、司令官と共に飛行機へ向かったが、狙撃を受けたことで逆上し司令官を射殺したため、一斉射撃を受ける。3人は飛行機へ全力で走るが、先に乗り込んでいたウェイを除いて命を落とす。その後、ウェイは独りで所長の元へ向かうのであった。

## キャスト
| 役名       | 俳優                 | 日本語版 |
| ---------- | -------------------- | -------- |
| ウェイ     | レオン・カーフェイ   | 堀内賢雄 |
| ロン       | ジャッキー・チェン   | 石丸博也 |
| ピンバル   | アンディ・ラウ       | 金尾哲夫 |
| キア       | サモ・ハン・キンポー | 水島裕   |
| クイ       | ジミー・ウォング     | 池田勝   |
| 刑務所所長 | オー・ジョンホン     | 小林修   |

- 日本語版：初回放送1998年11月21日『ゴールデン洋画劇場』

## 日本語版スタッフ
- 演出：清水勝則
- 翻訳：熊谷国雄
- 調整：兼子芳博
- 効果：佐藤良介
- 制作：ザック・プロモーション